# Московсько-кримська війна (1570—1572)
Московсько-кримська війна (1570—1572) — військові дії між Московською державою з одного боку та Кримським ханством в союзі з Османською імперією з іншого у 1560—1570-х роках, спричинені їхнім суперництвом за низів'я Волги та Дону після завоювання Москвою Казанського (1552) та Астраханського (1556) ханств. Була продовженням московсько-турецької (астраханської) війни 1568—1570 яка завершилась невдало для Османської імперії.
У травні 1571 року 120-тисячне кримськотатарсько-османське військо (80 000 татар, 33 000 нерегулярних османських військ і 7 000 яничар) на чолі з кримським ханом Девлетом I Гераєм та великі і малі ногайські орди і війська черкесів обійшли біля Серпухова засічну лінію на Оці, перейшли річку Угру і обігнули фланг 6-тисячного московського війська. Кримські татари зім'яли сторожове військо московитів. Не маючи сил зупинити вторгнення, московська армія відступила до Москви. Сільське населення Московії також тікало до столиці.  
Кримська армія спустошувала незахищені міста і села навколо Москви, а потім підпалила передмістя столиці. Вогонь швидко поширився через сильний вітер. Гнані вогнем і біженцями городяни ринулися до північних воріт столиці. У воротах і на вузьких вулицях виникла тиснява. Військо, змішавшись із біженцями, стало безладною масою, а головний князь Більський загинув у пожежі.
За три години Москва вигоріла повністю. Ще через день кримське військо, наситившись грабежем, відійшло по Рязанській дорозі в степ. Сучасники налічили до 80 000 жертв навали 1571 року, при цьому 150 000 москвинів потрапили в полон. Папський посол Антоніо Поссевіно свідчив про розорення: він нарахував в 1580 році не більш ніж 30 тисяч жителів Москви, хоча 1520 року населення Москви налічувало близько 100 000. 
Після спалення Москви Девлет Герай, підтриманий Османською імперією, ще раз вдерся у Московію в 1572 році. Однак об'єднане військо кримських татар і османів цього разу було відкинуте у Молодинській битві. У липні—серпні московське військо під проводом князя Михайла Воротинського і князя Дмитра Хворостиніна знову таки розгромило 120-тисячну кримську орду Девлета I Герая.